# الدوري السويدي الدرجة الثانية 1968
الدوري السويدي الدرجة الثانية 1968 (بالسويدية: Division II i fotboll 1968)‏ هو موسم من الدوري السويدي الدرجة الثانية. فاز فيه نادي ساندفيكين.